# Riskaka

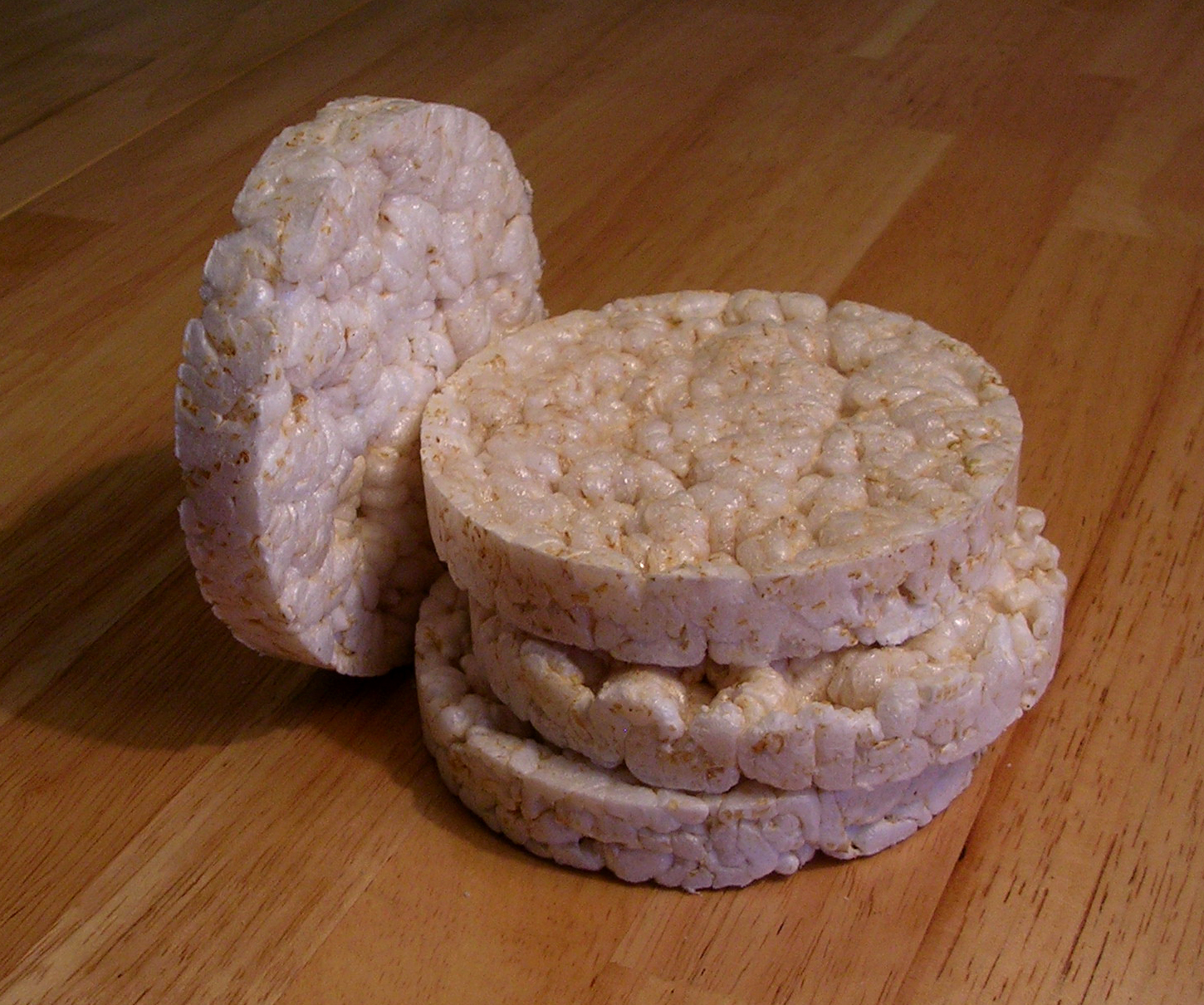
Riskakor.

Riskaka är ett krispigt tilltugg som kan ätas som mellanmål. Tilltugget består av kakor gjorda av puffat ris. De kan ätas som de är eller med pålägg. Riskakor kan vara naturella, lättsaltade eller smaksatta med kryddor, grönsaker eller choklad.
Livsmedelsverket i Sverige avråder barn under sex år från att äta riskakor. Barn över sex år bör endast konsumera riskakor ibland. Detta för att produkterna innehåller arsenik som på sikt kan ge cancer i lungorna eller urinblåsan.